# Pfarrkirche Uderns

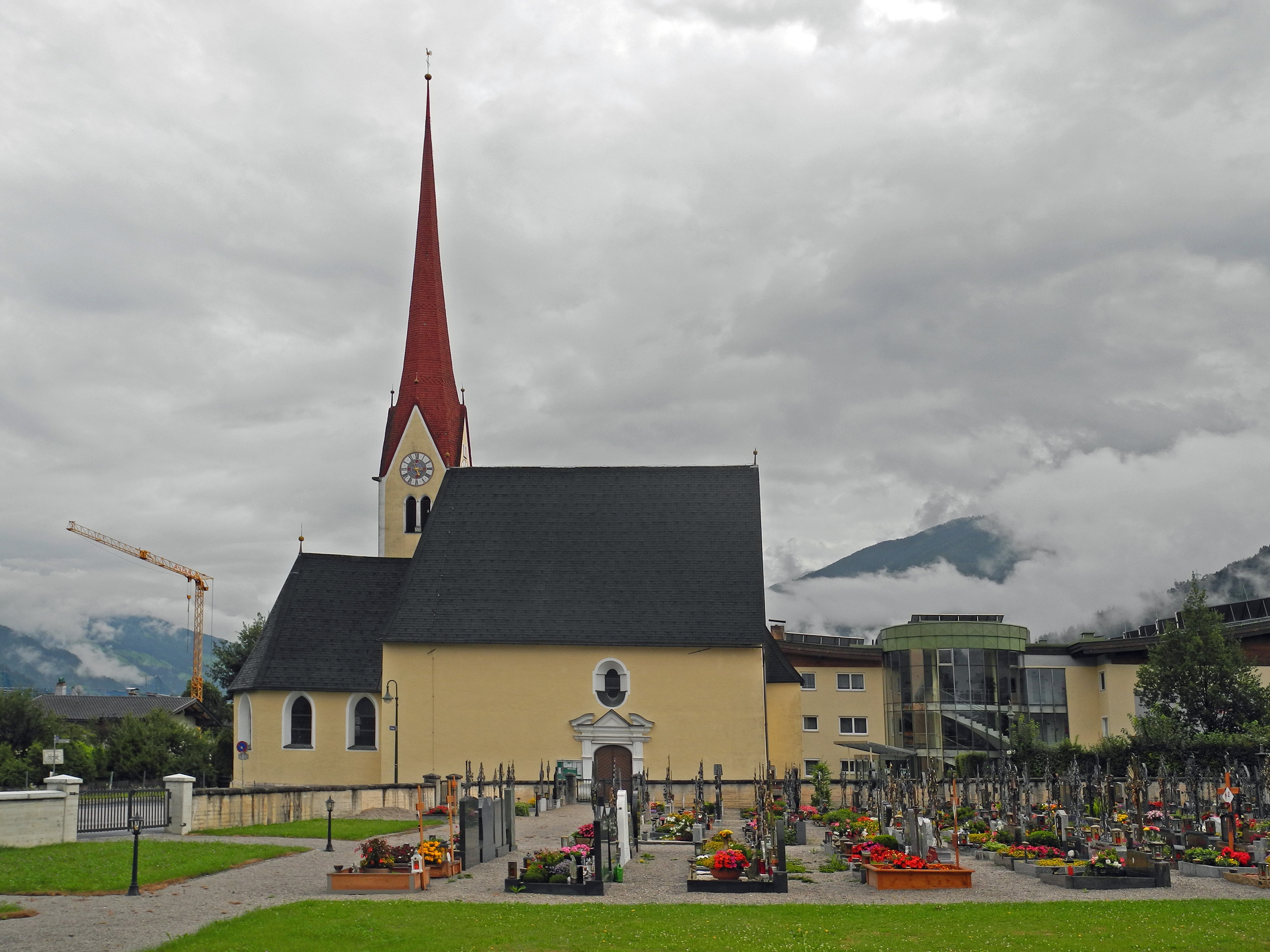
Katholische Pfarrkirche hl. Briccius der Ältere in Uderns

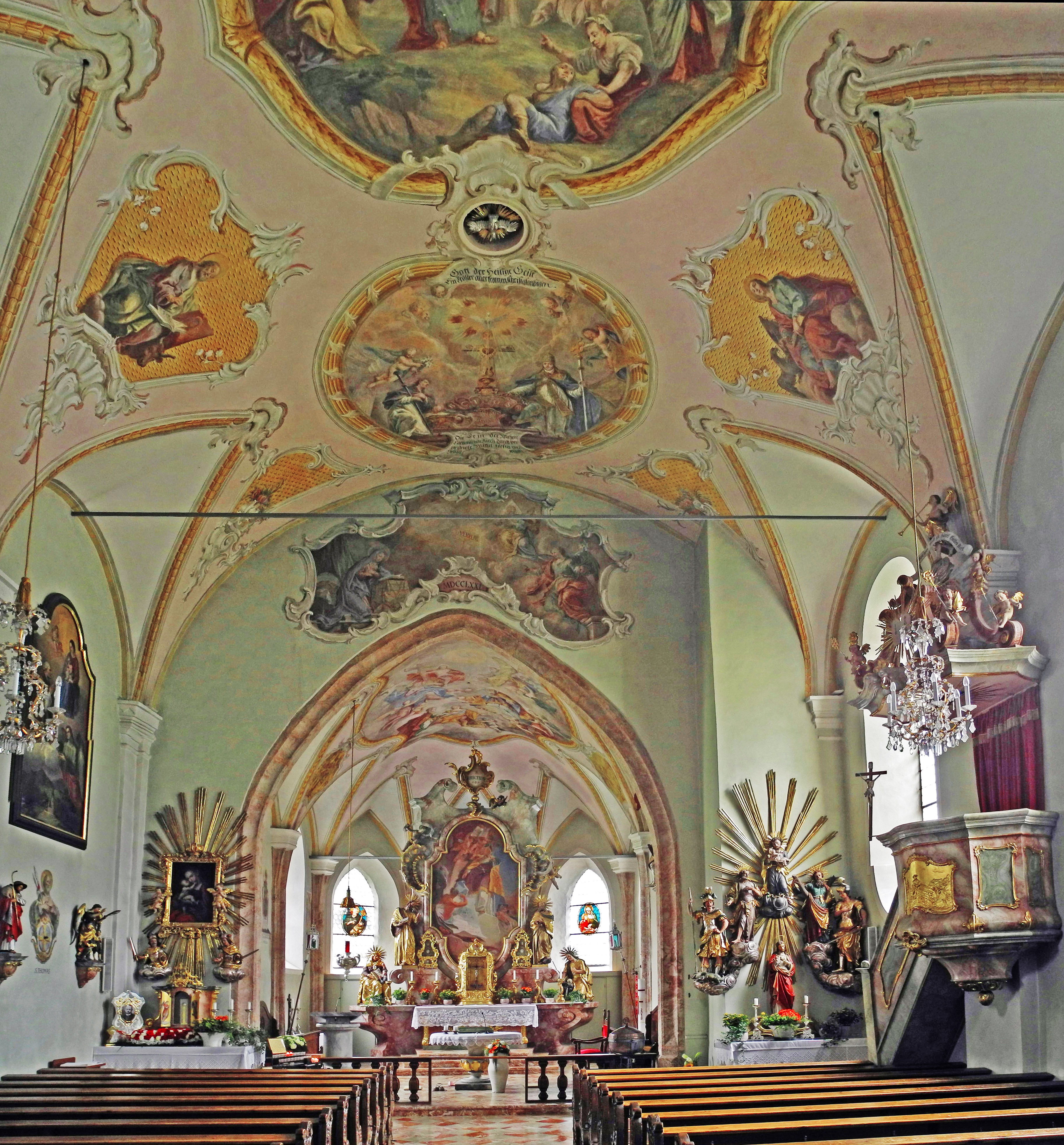
Langhaus, Blick zum Chor

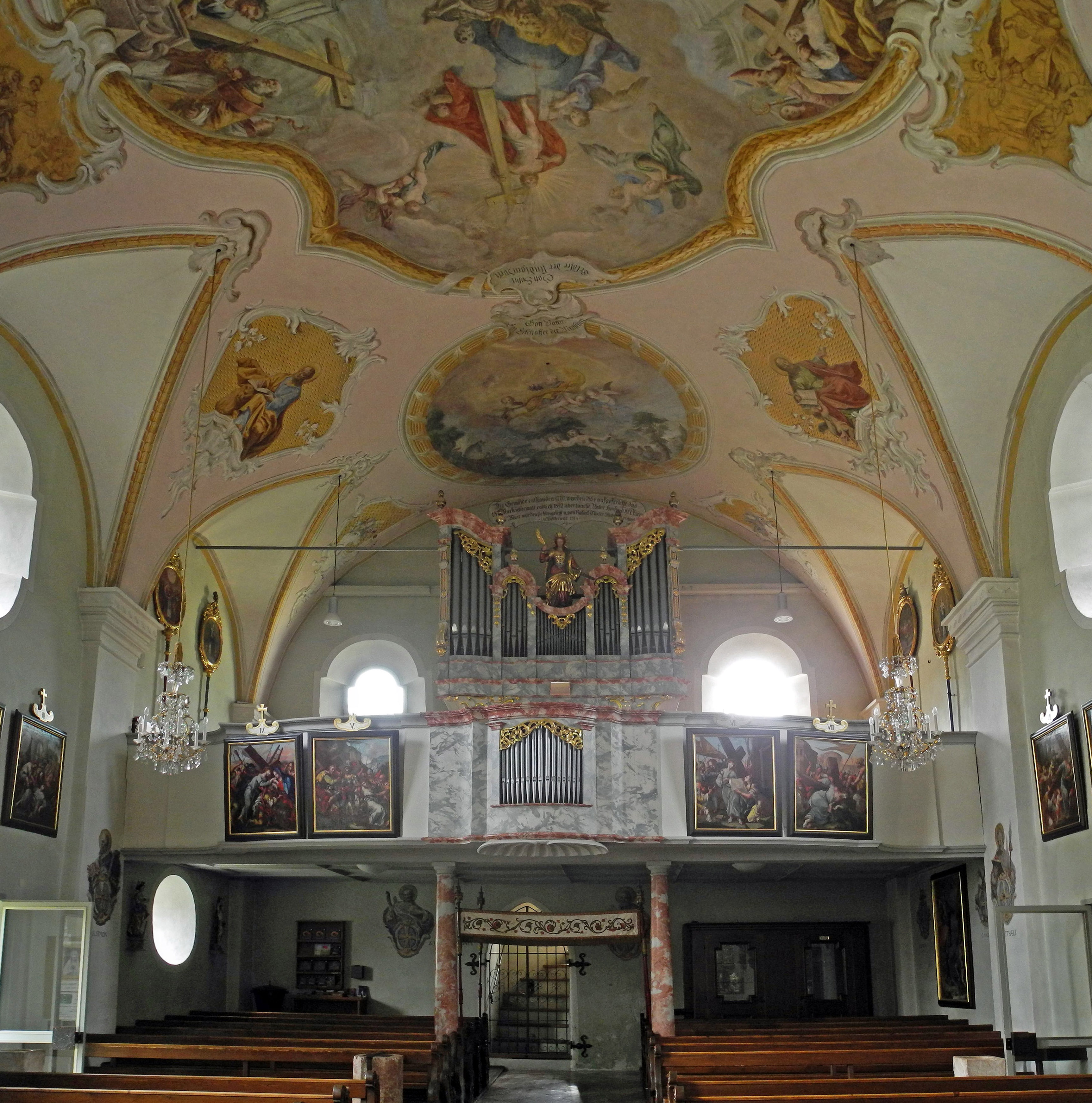
Langhaus, Blick zur Orgelempore

Die römisch-katholische Pfarrkirche Uderns steht am Rand des Kirchdorfes in der Gemeinde Uderns im Bezirk Schwaz im Bundesland Tirol. Die dem Patrozinium des heiligen Briccius unterstellte Pfarrkirche gehört zum Dekanat Fügen-Jenbach in der Diözese Innsbruck. Die Kirche steht unter Denkmalschutz (Listeneintrag).

## Geschichte
Für das Jahr 1334 ist eine Kirchweihe in Uderns dokumentiert. Eine gotische Kirche wurde um 1498 erbaut. Das Langhaus entstand von 1685 bis 1688. 1891 wurde die Pfarre gegründet.

## Architektur
Die barocke Saalkirche mit gotischem Chor und Turm ist von einem Friedhof umgeben.
Der gotische Turm trägt einen Spitzhelm. Der zweijochige gotische Chor mit einem Fünfachtelschluss hat Spitzbogenfenster. Das Langhaus hat zwei Portale mit Dreiecksgiebeln auf Pilastern.
Das Kircheninnere zeigt ein vierjochiges Langhaus unter einer Stichkappentonne auf Pilastern, der Chor hat ein Gewölbe auf halbrunden gotischen Wanddiensten.
Die gemalten Stukkaturen und Fresken schuf Christoph Anton Mayr 1771, der Chor zeigt die Glorie des hl. Briccius und die Heiligen Barbara und Daniel, am Chorbogen Mariä Verkündigung mit 1771, im Langhaus hl. Gregor in Anbetung des Heiligen Geistes, Verherrlichung des Kreuzes, Gottvater über den Stammeltern und an den Seiten die Vier Evangelisten und die Heiligen Michael und Martin. Im Chor gibt es ältere Reste von Fresken um 1690 mit Heiligen und Stifterinschriften.

## Einrichtung
Der Hochaltar von 1967 in Rokokoformen zeigt das Altarbild hl. Briccius von Wolfram Köberl, der Altar trägt die Figuren der Heiligen Petrus, Paulus, Anna und Magdalena aus dem Jahr 1771, dem Franz Xaver Nißl zugeschrieben. Im Chor steht ein Altärchen mit dem Bild Anbetung der Hirten um 1780 und die Figur hl. Florian um 1720. Der linke Seitenaltar zeigt das Bild Mariahilf im Strahlenkranz um 1750 mit Büsten der Heiligen Johannes und Paulus von Georg Bögl 1713. Der rechte Seitenaltar wurde 1967 zusammengestellt, er trägt die Figuren der Heiligen Josef, Georg, Petrus, Andreas, Michael aus der zweiten Hälfte des 18. Jahrhunderts.
Der Kreuzweg, das Gestühl und das Orgelprospekt entstanden um 1770. Das Orgelwerk schuf Karl Mauracher 1837. Eine Glocke nennt 1495.